# Forêt du Vercors
La forêt du Vercors est un massif forestier francais réparti sur deux départements, l'Isère et la Drôme dans la région Auvergne-Rhône-Alpes et couvre environ 125 000 hectares.
Sa surface est comprise dans la quasi-totalité du parc naturel régional du Vercors. La moitié de cette surface appartient à des collectivités publiques (communes, État, départements), l'autre moitié est la propriété de près de 5 000 propriétaires privés différents.
La forêt du Vercors est essentiellement résineuse : elle est constituée de conifères comme l'épicéa commun ou le sapin pectiné, mais abrite également un grand nombre de hêtres communs sous la forme de hêtraies-sapinières.

## Histoire

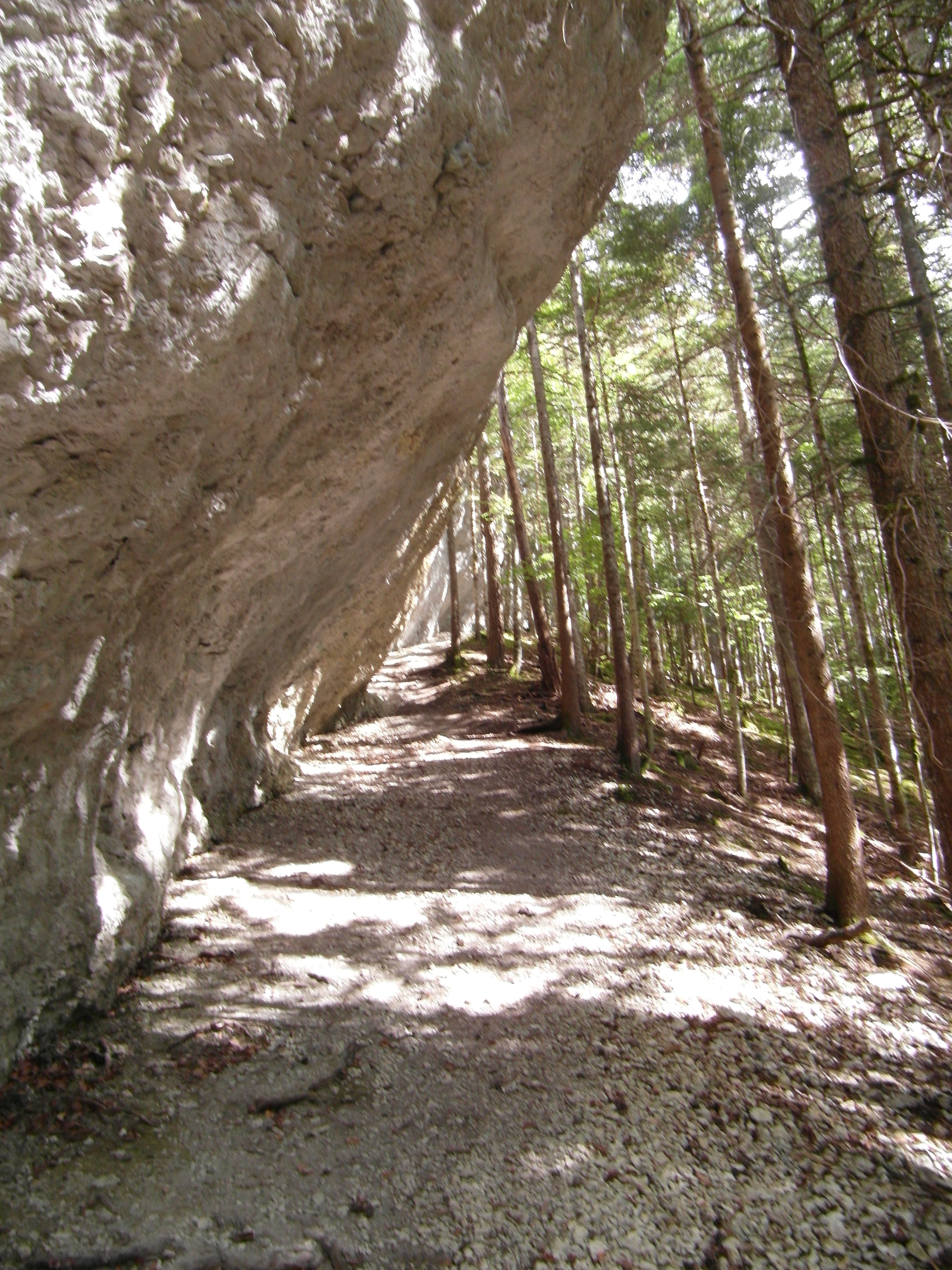
Falaise calcaire et hêtraie sapinière, la « combe du Bayle » à Villard-de-Lans (Isère)

Durant la période de l'Antiquité, l'occupation du massif du Vercors est limitée aux zones de piémont, la forêt reste donc dans son état originel.
Au milieu du Moyen Âge, une population permanente semble se stabiliser aux confins de cette forêt d’altitude située sur un plateau dont l’altitude moyenne varie entre 900 et 1300 mètres.
Cette colonisation de territoires s’explique en partie par l’amélioration climatique que connaît l’Europe dès la seconde moitié du Xe siècle. L’économie, essentiellement céréalière, s’étend sur des domaines situés en moyenne montagne, au détriment de la forêt. Cependant, en raison d’un climat tout de même assez rude et de l’isolement qui en découle, le droit féodal n’est pas toujours appliqué dans les zones de montagne.
À la fin du Moyen Âge, la forêt a déjà bien reculé avec le pastoralisme et les débuts d’une industrie naissante, dont la matière première unique est le bois, souvent utilisé par des ordres monastiques en expansion, grands bâtisseurs (Chartreuse du Val-Sainte-Marie près de Bouvante et la Chartreuse Notre-Dame des Écouges, près du Col de Romeyère). La conquête du territoire ne se termine qu’à partir de XIIIe siècle, et il n’y a plus de milieu naturel à proprement parler. La forêt devient alors un capital précieux souvent accaparée par les seigneurs locaux.
En raison des contraintes économiques liées à l’accroissement démographique et de raisons spirituelles, tel que l’établissement de « désert » pour  les Chartreux, par exemple, des communautés ont ouvert de nouvelles clairières aux XIe et XIIe siècles.
Sur le Vercors, ces moines sont d’abord forestiers, puis éleveurs et cultivateurs. Les Cisterciens de l’abbaye de Léoncel mettent en valeur l’élevage tandis que les Chartreux sont plutôt forestiers, puis maîtres de forge. L’apparition de ce monachisme travailleur a certainement donné de l’élan au développement des techniques : sidérurgie, énergie hydraulique… La Chartreuse du Val Saint-Marie près de Bouvante est l’exemple typique d’un aménagement monastique utilisant l’énergie hydraulique et le bois.

## Géographie

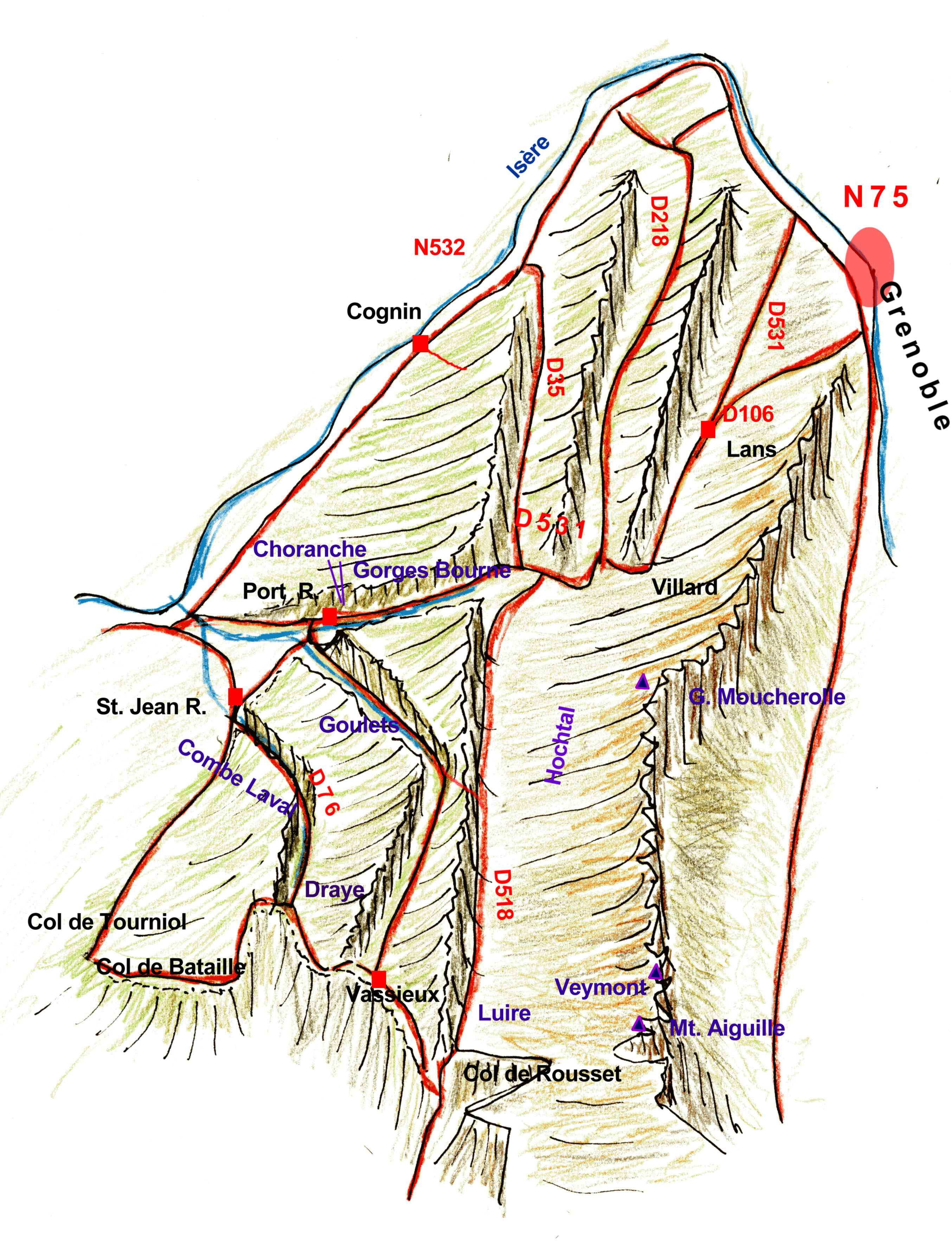
Principales routes du massif du Vercors.

### Situation et accès
La quasi totalité de la forêt est comprise dans le massif du Vercors sur des secteurs de moyenne et haute altitude (entre 700 et 2200 mètres), partagés entre les départements de la Drôme et de l'Isère en région Auvergne-Rhône-Alpes.

#### Accès routier

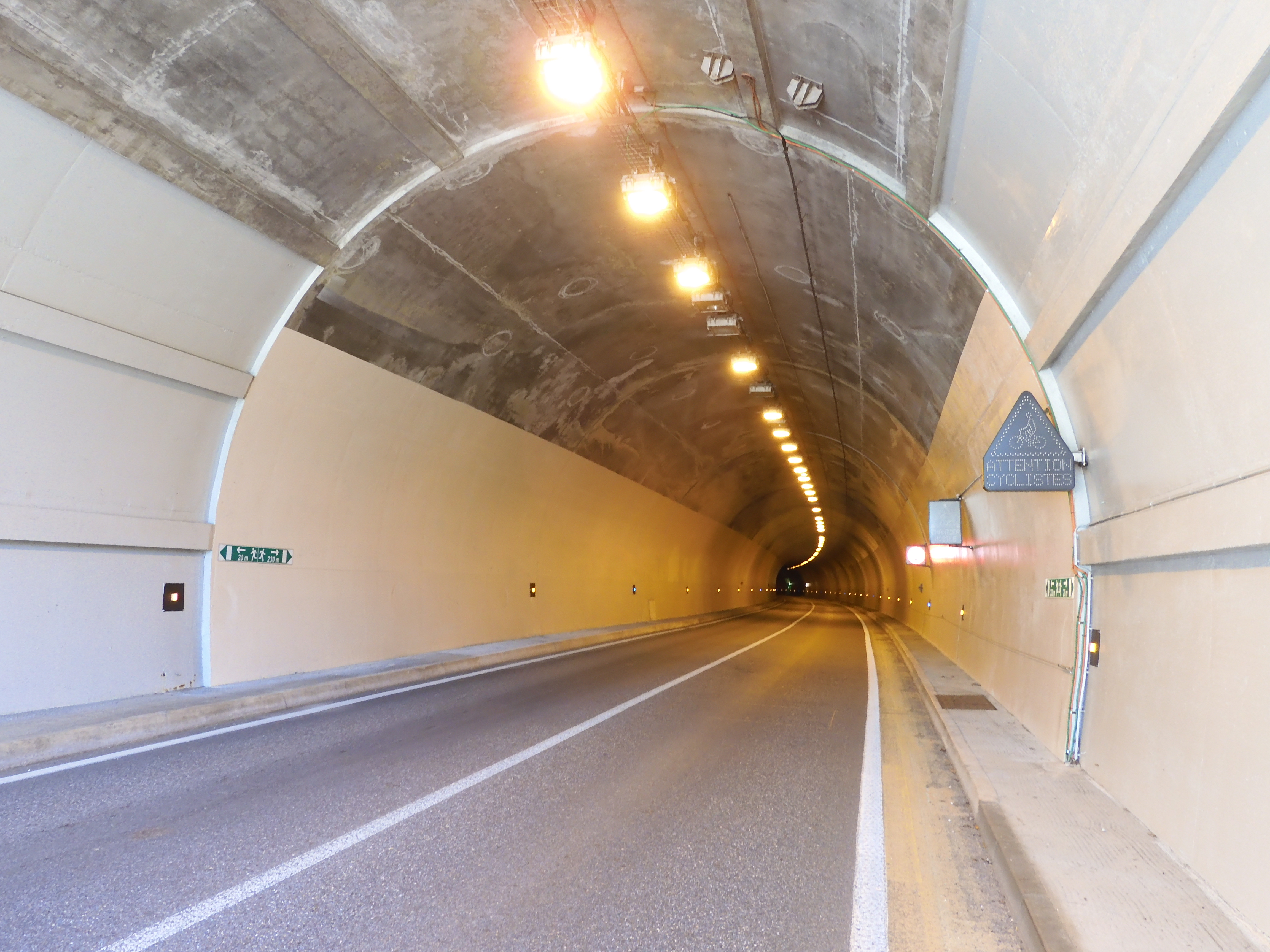
Tunnel des Grands Goulets

Le massif forestier se situe à proximité de deux grandes autoroutes françaises, toutes deux dépendantes du réseau AREA :
- L'autoroute A48, liaison autoroutière entre les agglomérations de Lyon et de Grenoble;
- L'autoroute A49, liaison autoroutière entre les agglomérations de Romans- (Valence) et de Grenoble.

Le massif est également accessible par de nombreuses routes dont la route départementale 531, ancienne route nationale 531, déclassée en 1972 en RD531, qui débute non loin du centre-ville de Sassenage et se termine à Saint-Just-de-Claix, ainsi que par La route départementale 518 (RD 518), ancienne route nationale 518 qui relie Saint-Martin-en-Vercors à Sainte-Eulalie-en-Royans par le tunnel des Grands Goulets.
La route départementale 103 (RD 103), la route départementale 612 (RD 612), la route départementale 225 (RD 225), la route départementale 221 (RD 221) et d'autres petites routes secondaires, telles que la route départementale 35 (RD 35) qui traverse le tunnel des Écouges et enfin la route départementale 79 (RD 76), connue des touristes sous l'appellation de la route de la Combe-Laval, sillonnent également le massif forestier.

### Les différents massifs forestiers
Le territoire forestier  est découpé en de nombreux secteurs privés, mais il relève aussi de secteurs appartenant au domaine public, tels que pour le département de la Drôme  :
- La forêt communale du CCAS Saint-Martin-en-Vercors
- La forêt communale de Saint-Julien-en-Vercors
- La forêt communale de Saint-Agnan-en-Vercors
- La forêt communale de La Chapelle-en-Vercors
- La forêt domaniale de Sarna-Purgatoire
- La forêt départemental d'Ambel
- La forêt domaniale de Lente (commune de Bouvante)
- La forêt domaniale de la Sapine-Côte-Belle
- La forêt du Mandatement de Saint-Nazaire
- La forêt domaniale de Quint (commune de Sainte-Croix)
- La forêt domaniale de Romeyer
- La forêt domaniale du Petit-Veymont
- La forêt communale de Sainte-Eulalie-en-Royans
- La forêt communale d'Oriol-en-Royans
- La forêt communale de Marignac-en-Diois
- La forêt communale de Chamaloc
- La forêt communale de Die

et pour le département de l'Isère :
- La forêt départementale des Écouges
- La forêt domaniale des Coulmes
- La forêt domaniale de Combe-laval
- La forêt de la Caisse d'Épargne des Alpes
- La forêt communale de Montaud
- La forêt communale de Saint-Pierre-de-Chérennes
- La forêt communale de Malleval-en-Vercors
- La forêt domaniale R.T.M Gerbier
- La forêt communale de Choranche
- La forêt communale de Lans-en-Vercors
- La forêt communale de Villard-de-Lans
- La forêt communale de Corrençon-en-Vercors
- La forêt communale d'Autrans-Méaudre
- La forêt communale de Saint-Nizier-du-Moucherotte
- La forêt communale de Saint-Paul-de-Varces
- La forêt communale de Gresse-en-Vercors

Différents sites domaniaux du Massif forestier du Vercors
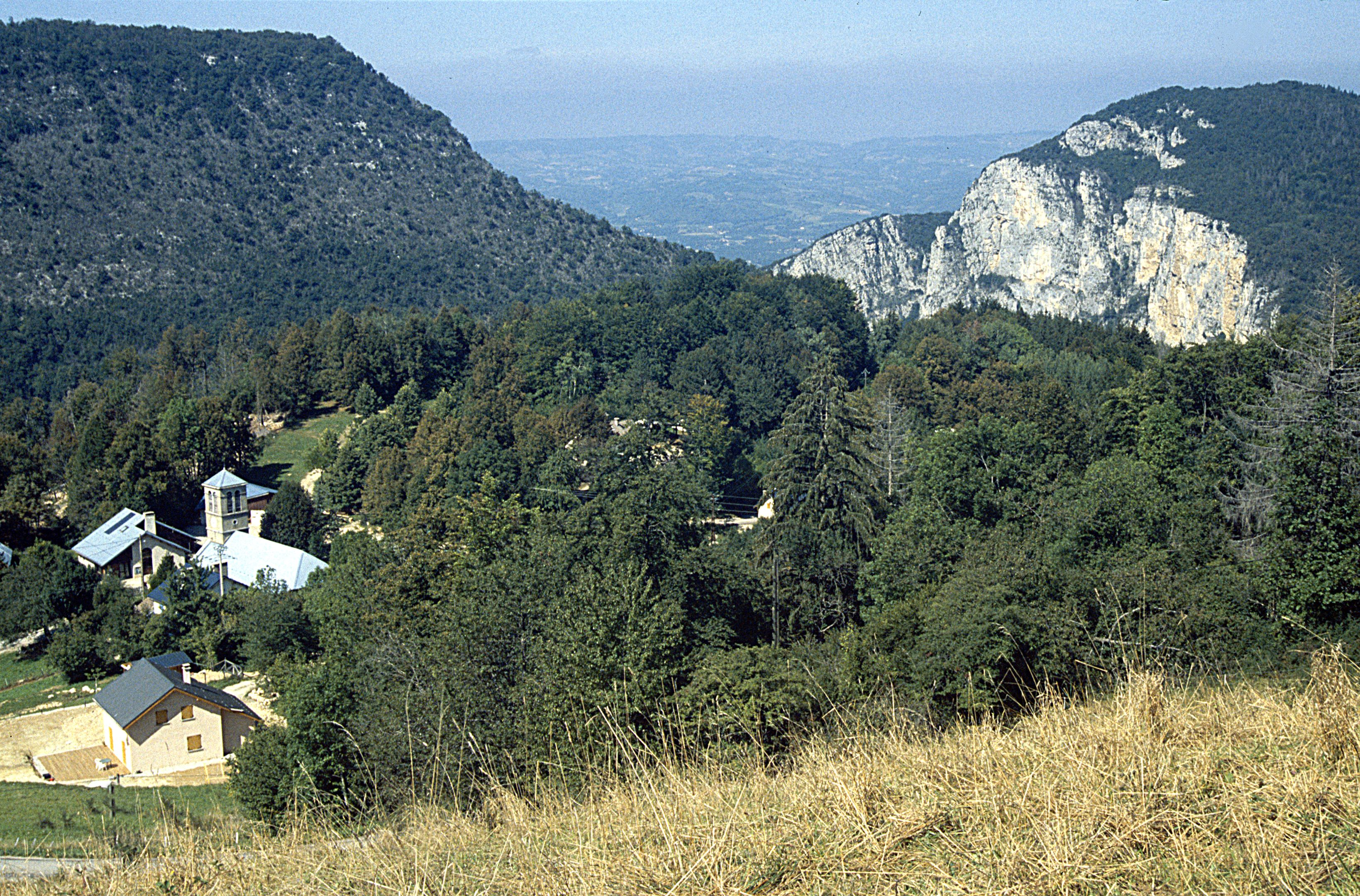
Malleval en Vercors
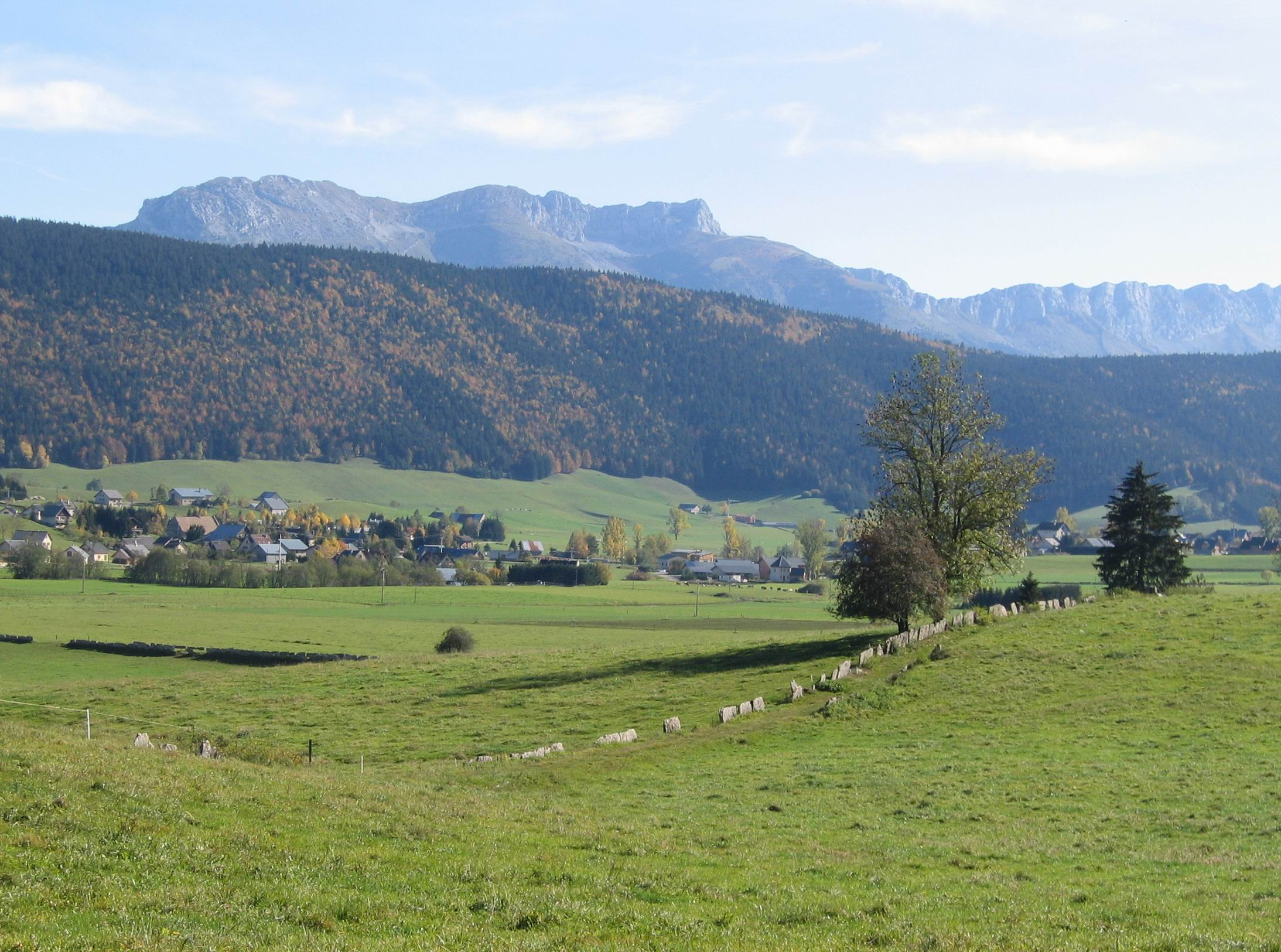
Autrans-Méaudre-en-Vercors
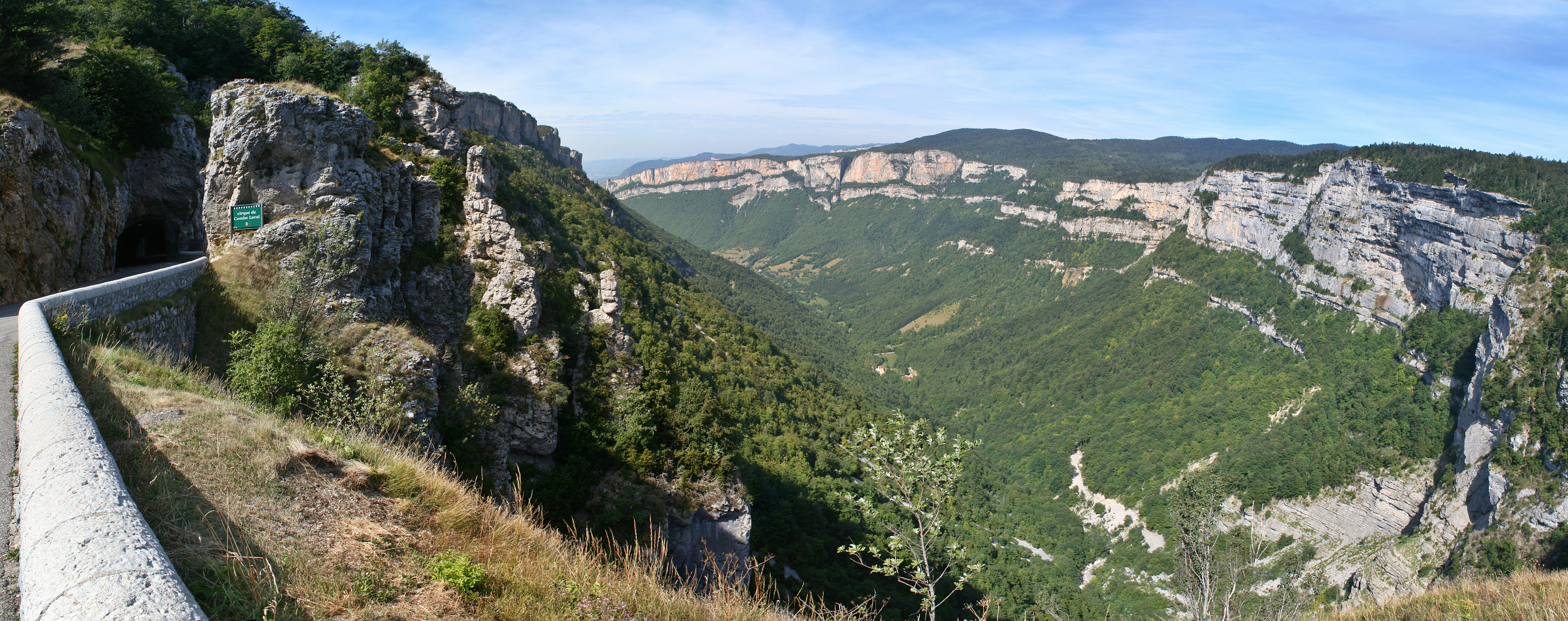
Combe-Laval (Royans)
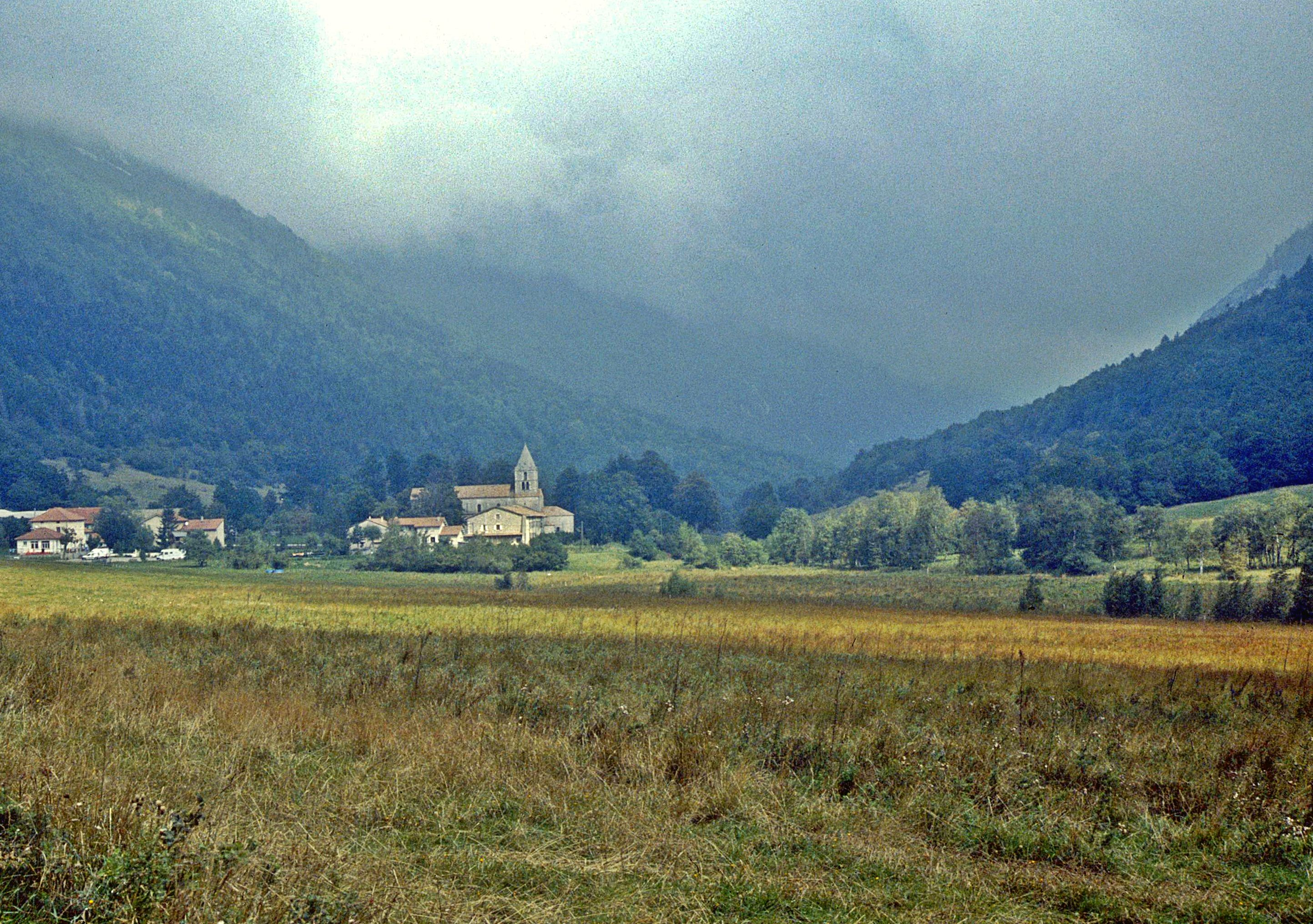
Léoncel
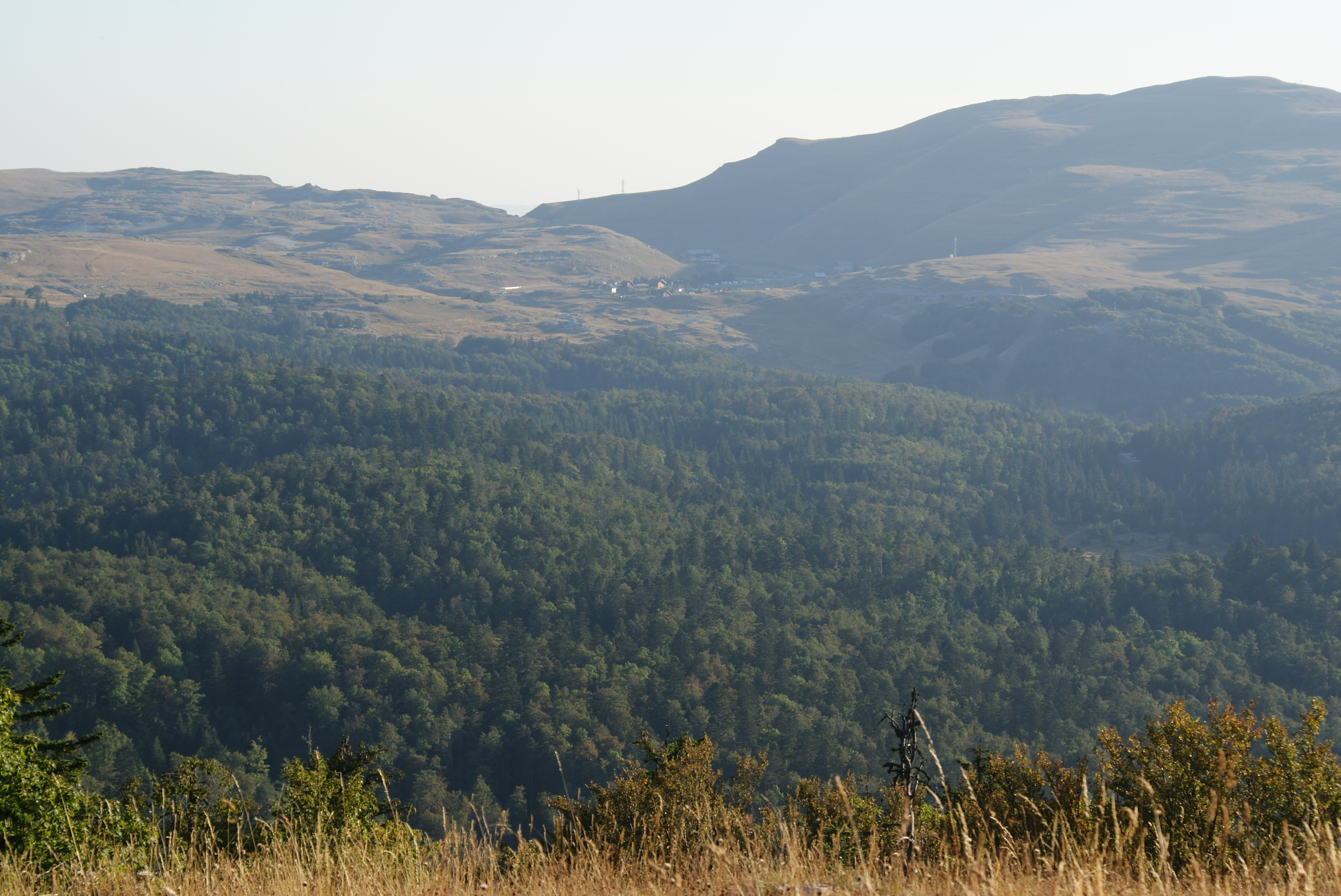
Font d'Urle (Bouvante)
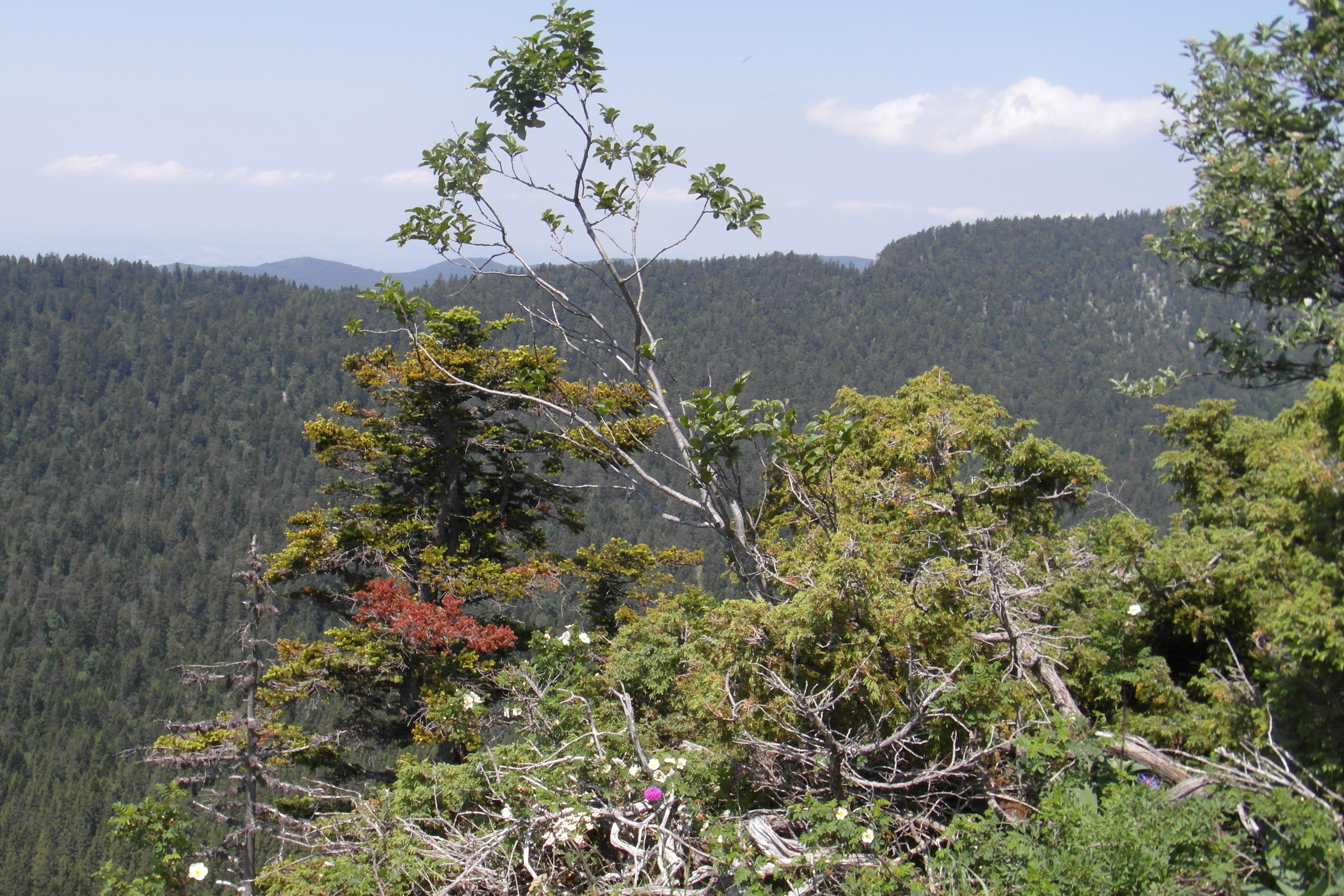
Château-Julien (Villard-de-Lans)
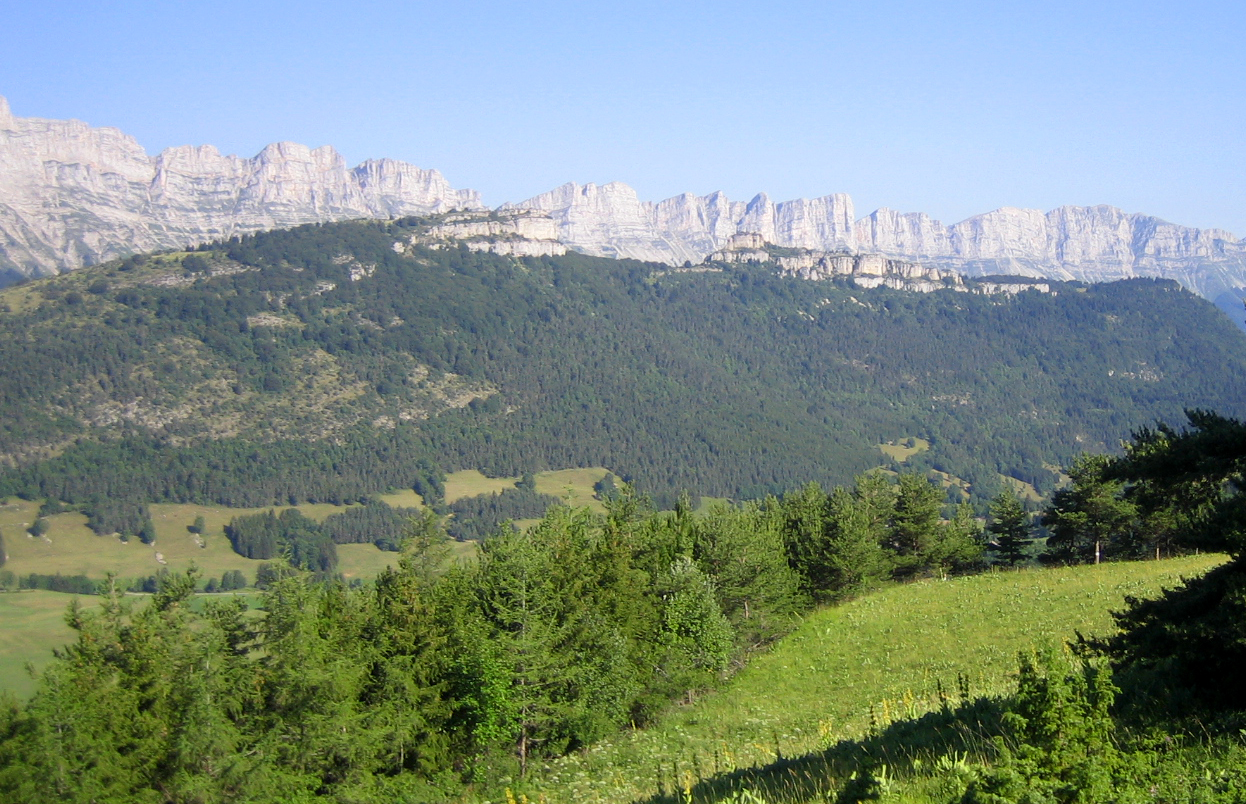
Gresse-en-Vercors
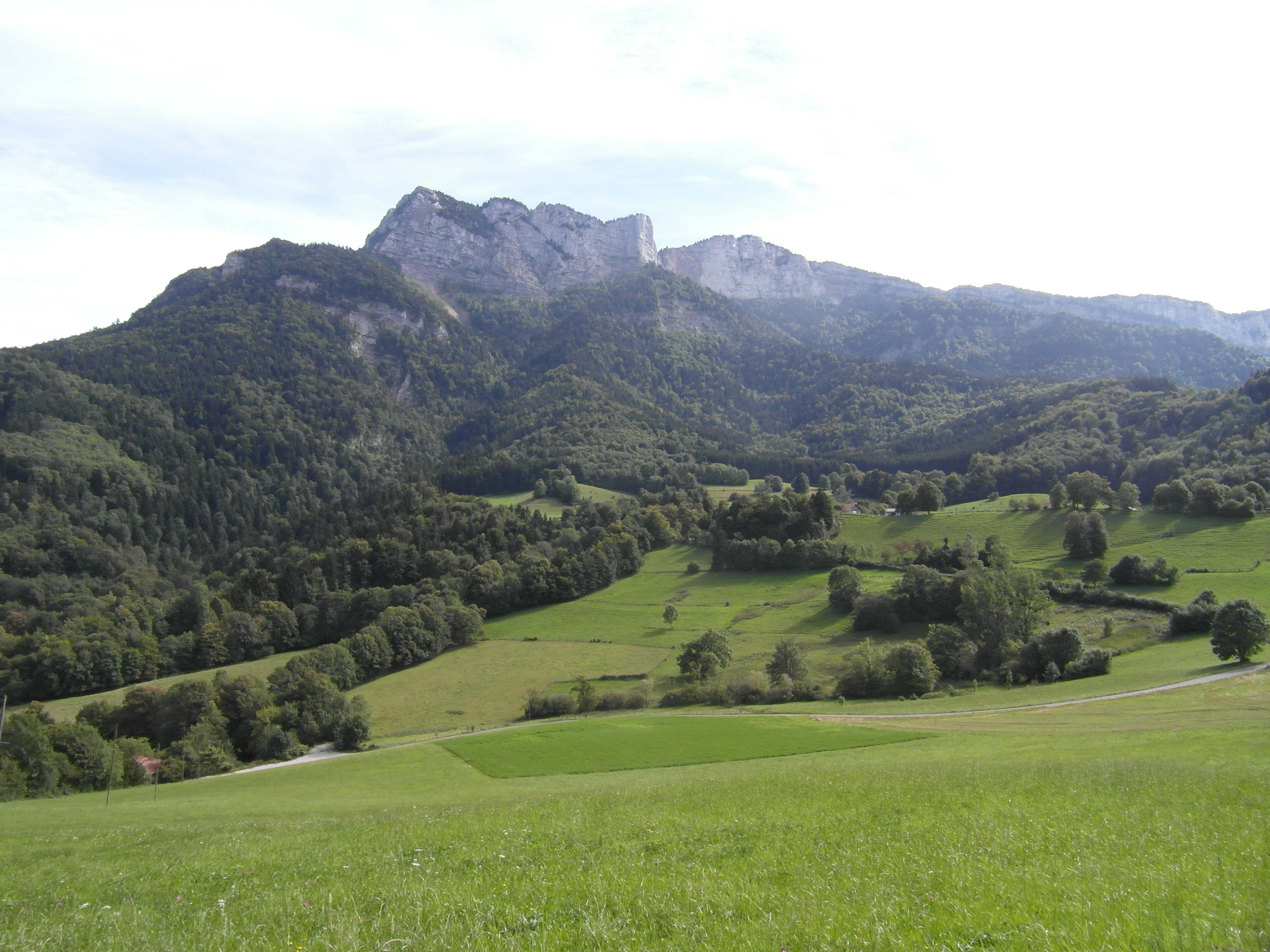
Montaud
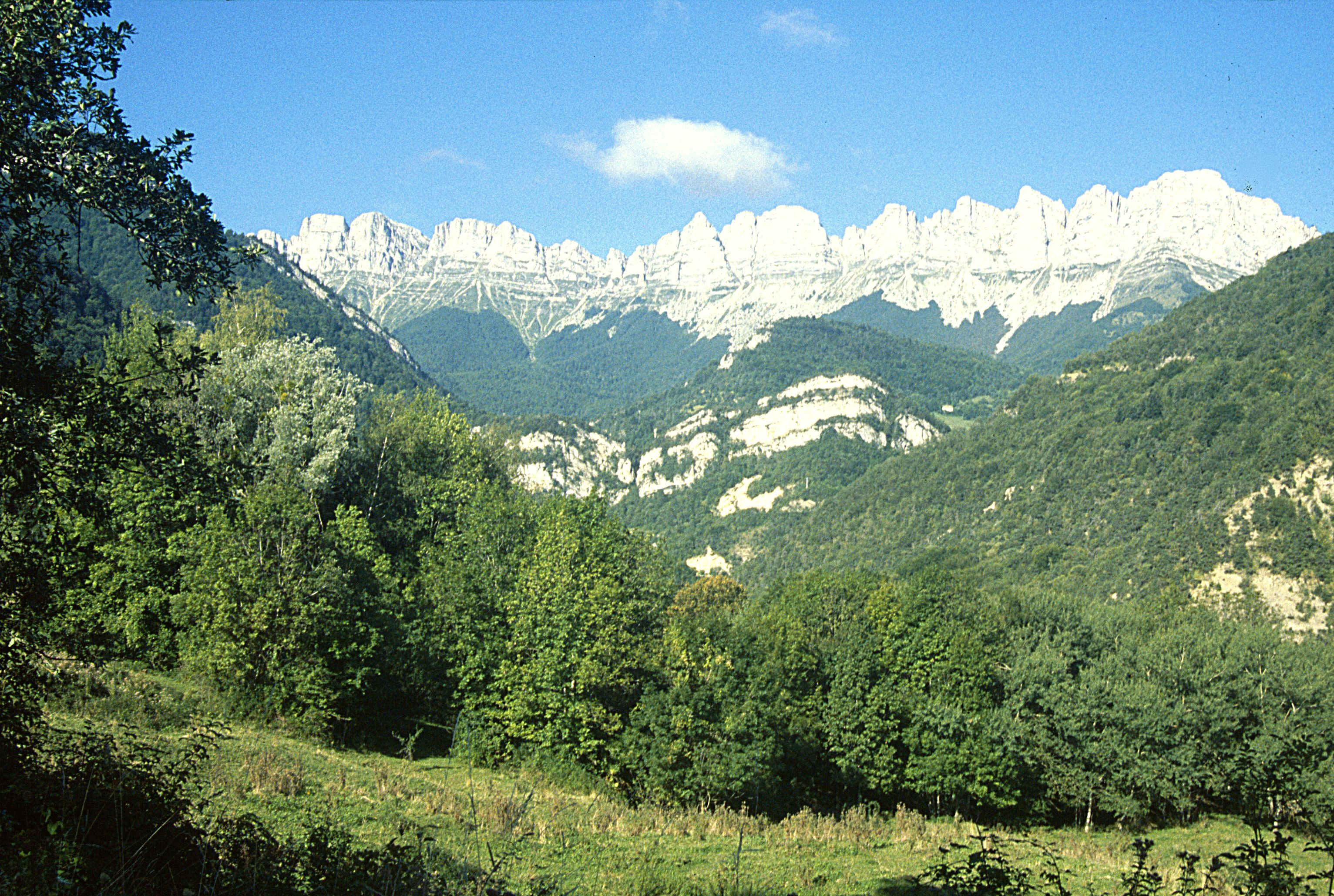
Corrençon-en-Vercors
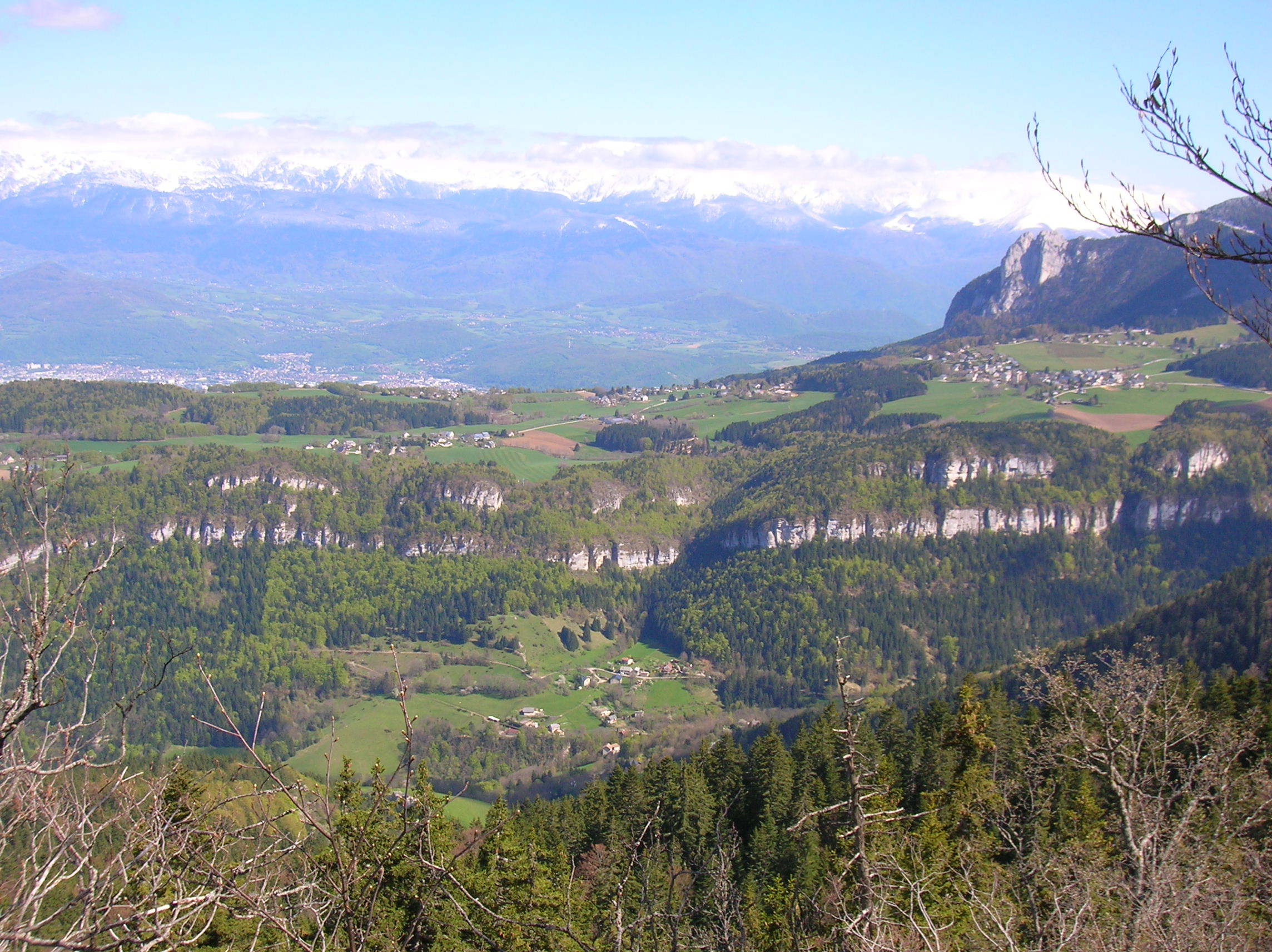
Saint-Nizier-du-Moucherotte

### Climat

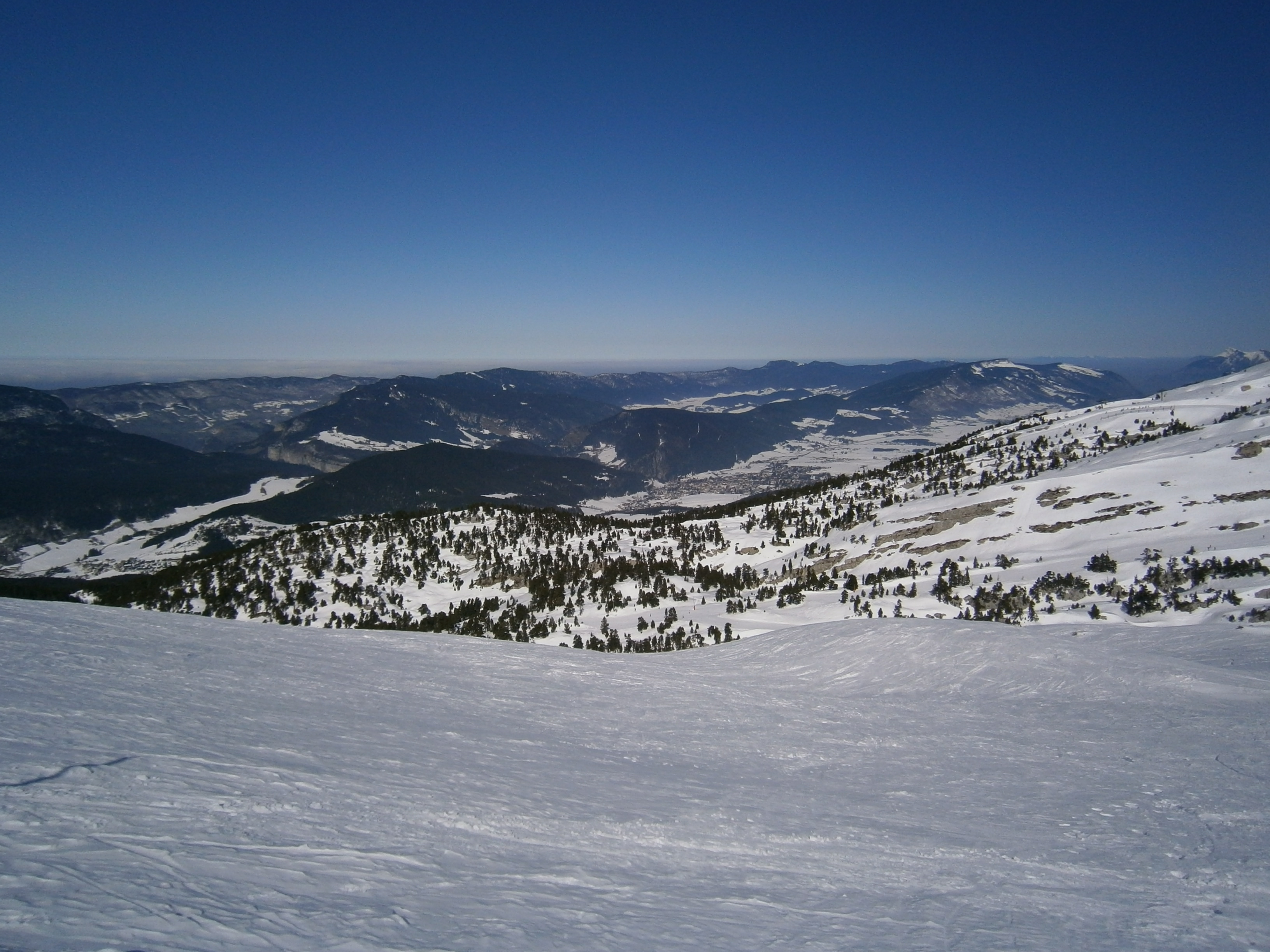
Le secteur forestier des Quatre-Montagnes sous la neige

Situé à la limite des Alpes du Nord et des Alpes du Sud, le climat du Vercors est sous la triple influence climatique de la moyenne montagne, des précipitations atlantiques, venues de l'ouest et des régimes méditerranéens, venus du sud.
Les précipitations sont amenées par des régimes d'ouest à nord-ouest. Alors que la partie septentrionale reçoit une quantité de précipitations à peu près constante tout au long de l'année (environ 100 mm d'eau par mois, jusqu'à 1 500 mm par an à Autrans ou Bouvante) avec une prépondérance du climat océanique, la partie méridionale est marquée par un creux durant l'été (moins de 50 mm en juillet et août, moins de 900 mm par an dans le Diois) et un fort ensoleillement avec une prépondérance du climat méditerranéen qui se fait sentir jusque dans le sud du Trièves, le Diois, la Gervanne voire certaines régions du Royans,.
L'été présente des périodes chaudes, mais modérées par l'effet de l'altitude et respirables grâce à l'absence de pollution. Les hivers de ces dix dernières années ont connu des enneigements constants.

#### L'effet de Fœhn

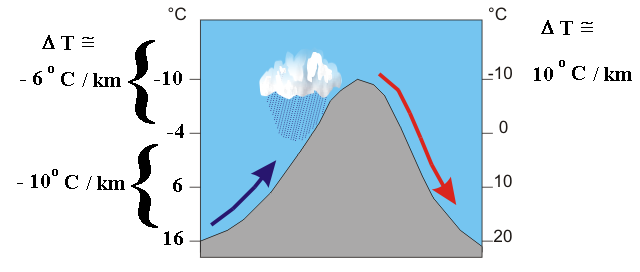
Croquis expliquant le principe de l'effet de foehn

Lorsque le vent souffle fortement depuis le sud, l'ensemble du massif du Vercors, particulièrement dans le secteur de Villard-Corrençon et dans la région du Trièves, située au sud-est du massif, est soumis, de façon subite, à un phénomène de réchauffement dénommé « l'effet de fœhn ».
Dans le cadre de ce phénomène météorologique, amplifié par ce positionnement géographique, la température peut, dès lors, grimper rapidement et le secteur peut facilement passer d'une température de 0 °C dans cette partie du département de l'Isère, à une température de +15 °C en quelques heures. En hiver, la neige fond alors à une vitesse impressionnante, en particulier sur les versants sud des montagnes particulièrement bien exposés.

## Écologie

### Le parc naturel régional du Vercors

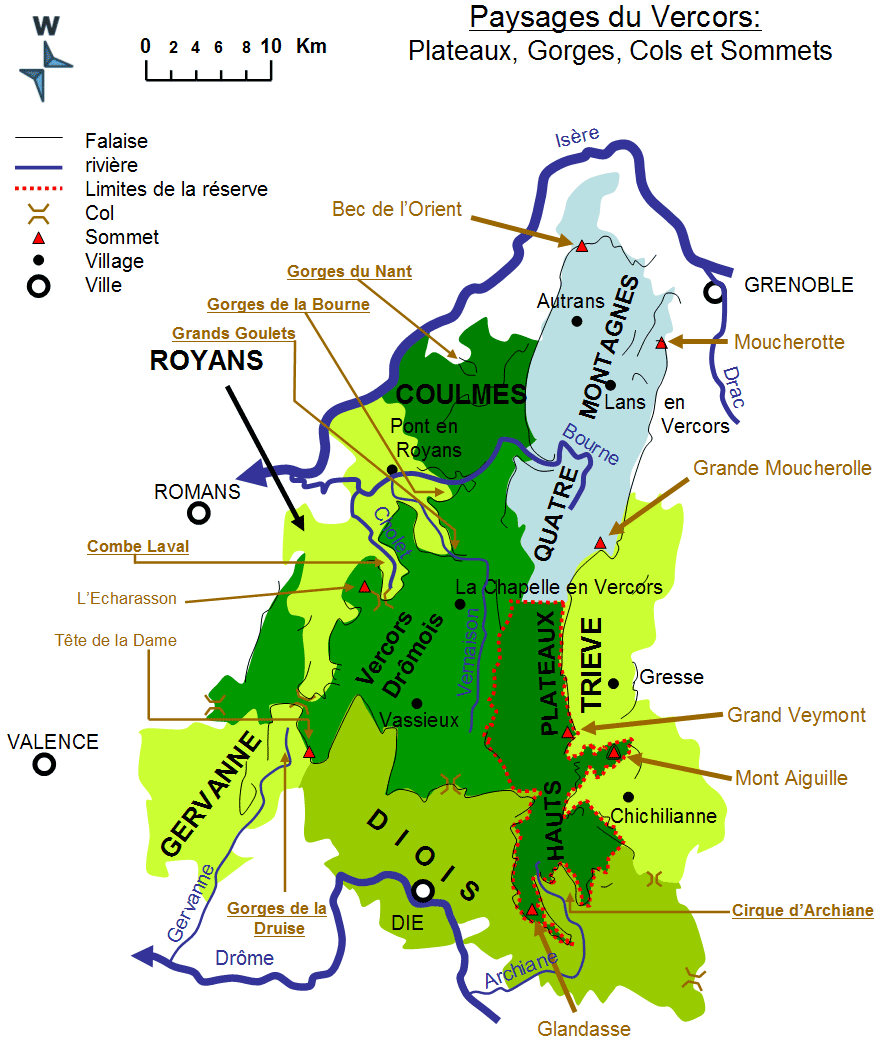
carte du Vercors

Le Parc naturel régional du Vercors est un parc naturel régional, créé en 1970. Il comprend 85 communes. Son territoire est également partagé entre les départements de la Drôme et de l'Isère.
D'une superficie de 186 000 hectares, il abrite la plus grande partie de l'espace forestier du Vercors.

### La réserve naturelle du Vercors
Depuis 1985, la Réserve naturelle des Hauts plateaux du Vercors avec ses 17 000 hectares, constitue la plus grande réserve naturelle de France métropolitaine.
Dans cette réserve en partie forestière, la faune et la flore sont protégées des activités humaines. Seuls les bergers et les forestiers partagent cet espace encore vierge. Pour maintenir la diversité des espèces, le parc a réintroduit de nombreuses espèces dont le bouquetin et le vautour fauve, ils surveillent de près les espèces fragiles comme le lagopède et le tétras-lyre. Ils mènent aussi un travail de recensement de la faune et de la flore de la réserve. Le loup, venu d'Italie, a refait son apparition dernièrement.

## Toponymie
Le Vercors doit son nom à un peuple celte vivant dans ces montagnes au moment de l'invasion romaine : les Vertamocorii (ou Vertamocori, Vertacomicorii, Vertacomocorii), nom qui signifierait les « excellentes troupes » (ou « troupes du sommet »),. Les habitants du Vercors sont aujourd'hui appelés Vertacomicoriens, ou selon certaines sources Vertacomiriens, nom très proche de celui du peuple antique,. On trouve parfois la forme Vercusiens.

## Faune et flore

### Habitat forestier
Le massif du Vercors est divisé en sept secteurs : Quatre-Montagnes, Trièves, Vercors Drômois, Royans isérois, Royans drômois, Gervanne, Diois / Glandasse.
Les forêts occupent ainsi 61 % de la surface du territoire du Parc naturel régional du Vercors, les taillis composant l'essentiel du territoire de la Gervanne, la futaie mixte et le taillis sous futaie composent eux l'essentiel du territoire du Vercors drômois et le Trièves, quant à lui accueille des futaie essentiellement résineuses. Globalement, les futaies représentent près de 55 % des
peuplements du territoire du parc régional  . Les principales essences  qui composent cette couverture forestière sont :
- Secteur des Quatre montagnes et Vercors drômois : le sapin, l’épicéa et le hêtre
- Secteur du Trièves : le pin sylvestre, le sapin et le hêtre dans le Trièves ;
- Secteurs des Royans drômois et isérois : le hêtre et en moindre proportion le sapin ;
- Secteurs de La Gervanne du Glandasse et du Diois : le chêne, le pin sylvestre et le pin noir

### La faune du Vercors

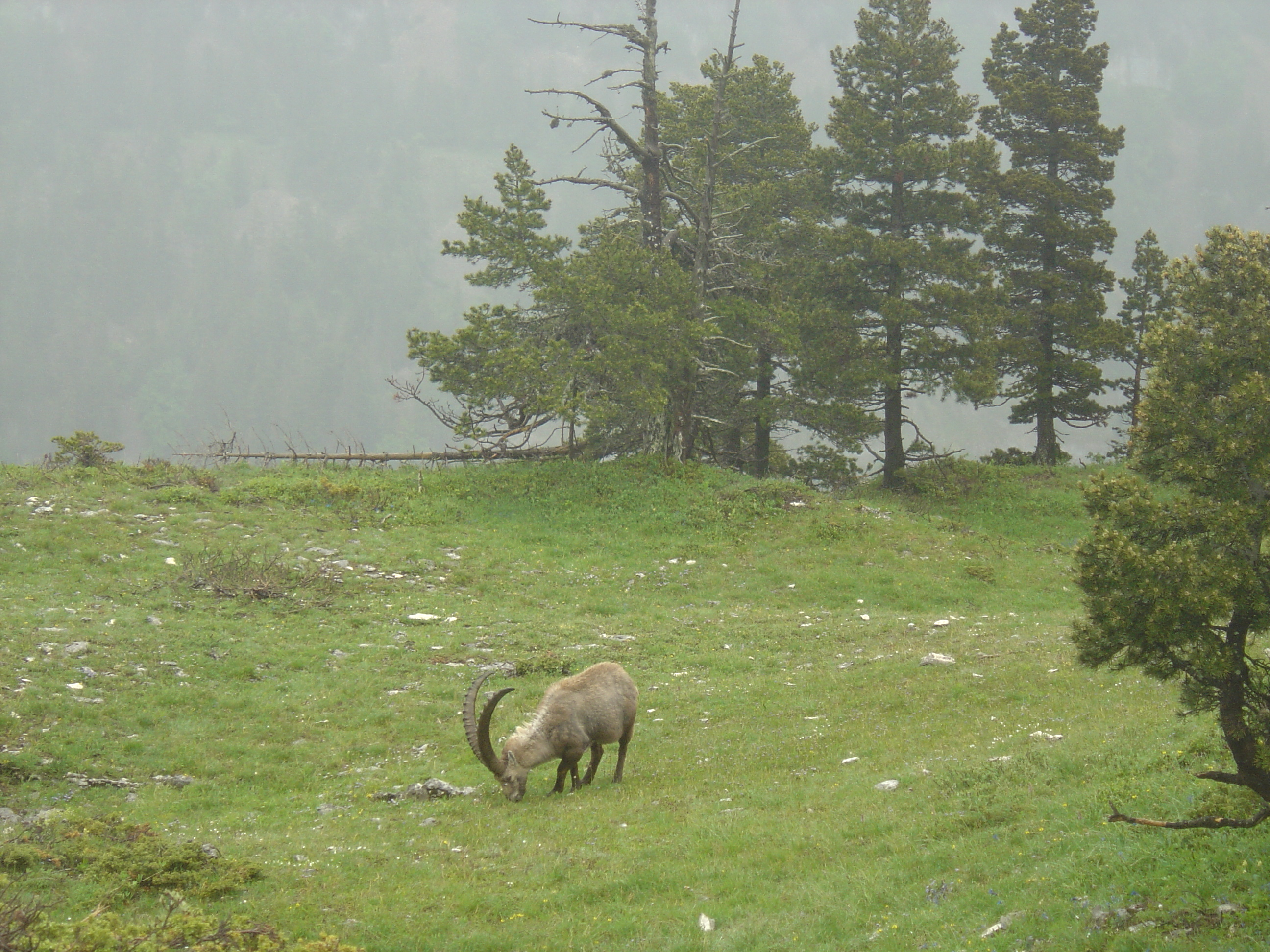
Bouquetin dans le cirque d'Archiane, secteur de Glandasse

Les différents massifs forestiers du Vercors abritent une faune variée correspondant à trois des quatre étages de végétation (de 700 m à 2 200 m d'altitude) du massif  et ses influences climatiques successives (principalement montagnarde). Il existe, plus spécifiquement sur ce territoire, une faune spécifique des falaises, des grottes et des zones humides.
Un grand nombre d'espèces animales sont présentes sur le domaine forestier et montagnard :
- des mammifères tels que le chevreuil, le sanglier, le blaireau, la marmotte des alpes, le lièvre brun, l'écureuil, le renard ainsi que le mouflon, le chamois et le bouquetin en extrême lisère du territoire communal vers les hauts plateaux, mais aussi le loup qui semble avoir fait sa réapparition dans les Alpes françaises, et même dans le massif du Vercors. En raison de la présence de nombreuses grottes et cavités, les chauves-souris sont nombreuses et notamment représentées par des espèces telles que le Grand rhinolophe, le Petit rhinolophe, le Molosse de Cestoni, le Grand murin, l'Oreillard roux, l'Oreillard des Alpes, la Pipistrelle commune[11], la Vespère de Savi et la Sérotine de Nilsson[12].
- des oiseaux (dont un grand nombre de rapaces), tels que la buse variable, la chouette hulotte, le rouge-queue noir et quelquefois le Gypaète barbu, réintroduit récemment.

Ceux-ci sont, d'ailleurs, nettement plus nombreux en été, en raison de la présence d’espèces migratrices venues dans le massif  pour s’y reproduire : la bondrée apivore, le circaète Jean-Le-Blanc, l'hirondelle de cheminée, l'hirondelle de fenêtre, l'hirondelle des rochers, le martinet noir, le martinet alpin.
- des serpents, tels que la couleuvre verte et jaune, la vipère aspic qui sont les espèces les plus répandues, alors que la Couleuvre à collier et la Couleuvre vipérine se retrouvent dans les différents cours d'eau du massif[13].

La forêt du Vercors abrite également de nombreux insectes remarquables tels que des coléoptères (scarabée pique-prune, espèce protégée très utile en tant que bioindicateur de la qualité du milieu forestier) et des papillons (Apollon, Semi-Apollon, Bleu-nacré d'Espagne On note également la présence d'importantes colonies de fourmis. En outre, un collectif a été créé pour promouvoir et surtout lancer un projet conservatoire au sujet de l'abeille noire du Vercors, insecte autrefois très répandu sur le plateau.

#### Des prédateurs emblématiques de la forêt du Vercors: le loup et l'ours

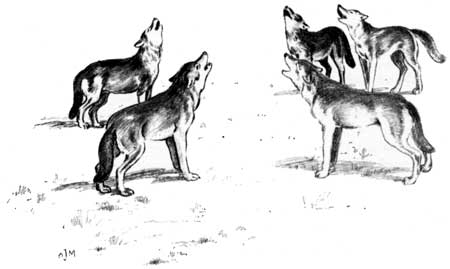
Meute de loups hurlant

##### Le loup
Le loup est un animal emblématique du Vercors et de la forêt environnante. On peut d'ailleurs retrouver les traces de son passage dans la toponymie régionale : le rocher de pète-loup à Vassieux-en-Vercors, la dent du loup à l'ouest de Sassenage et à Villard-de-Lans.   La forêt de l'Alloubière (ou de la Loubière) ne doit pas forcément son nom au loup, mais aux essences forestières qui la composaient, des feuillus en majorité.
Historiquement, l'animal fut totalement éradiqué du territoire du Vercors vers la fin du XIXe siècle (même si on considère que quelques loups errants et isolés ont pu survivre au début du siècle suivant). Pour accélérer le processus de cette élimination, il faut tout de même préciser que la préfecture de l'Isère promettait, en 1882, aux chasseurs, 100 francs, pour la dépouille d'un loup mâle et 150 francs, pour celle d'une louve pleine. Des battues furent donc régulièrement organisées dans toute la région pour en finir avec le canis lupus lupus
Ce prédateur, encore très répandu dans l'Europe de l'Est, semble avoir fait son grand retour dans les Alpes françaises en 1992, année où un couple fut, pour la première fois, observé dans le Parc national du Mercantour. En 1996, des attaques contre des ongulés sauvages furent enregistrées, mais il a fallu attendre 1998 pour confirmer le retour du loup dans le Parc naturel régional du Vercors.  A la date d'aujourd'hui, il est fort probable que l'animal ait déjà traversé le territoire de Villard-de-Lans. Selon le témoignage d'un exploitant d'ovins, résidant dans un hameau situé entre Lans-en-Vercors et Villard-de-Lans, qui a constaté un passage de loup et confirmé par un autre témoignage déposé par un automobiliste d'Autrans, témoin d'une attaque d'un troupeau d'ovins, quatre jours auparavant, le loup semble se déplacer régulièrement dans le secteur.
Selon un ouvrage spécialisé publié en 2018, trois meutes semblent s'être installées dans le massif du Vercors.
Selon l'avis des principaux spécialistes de cette espèce, le loup, même en meute, est un animal plutôt craintif et qui n'attaque généralement pas l'homme. D'ailleurs aucune attaque contre un être humain n'a été enregistré depuis son retour dans le massif du Vercors.

##### L'ours

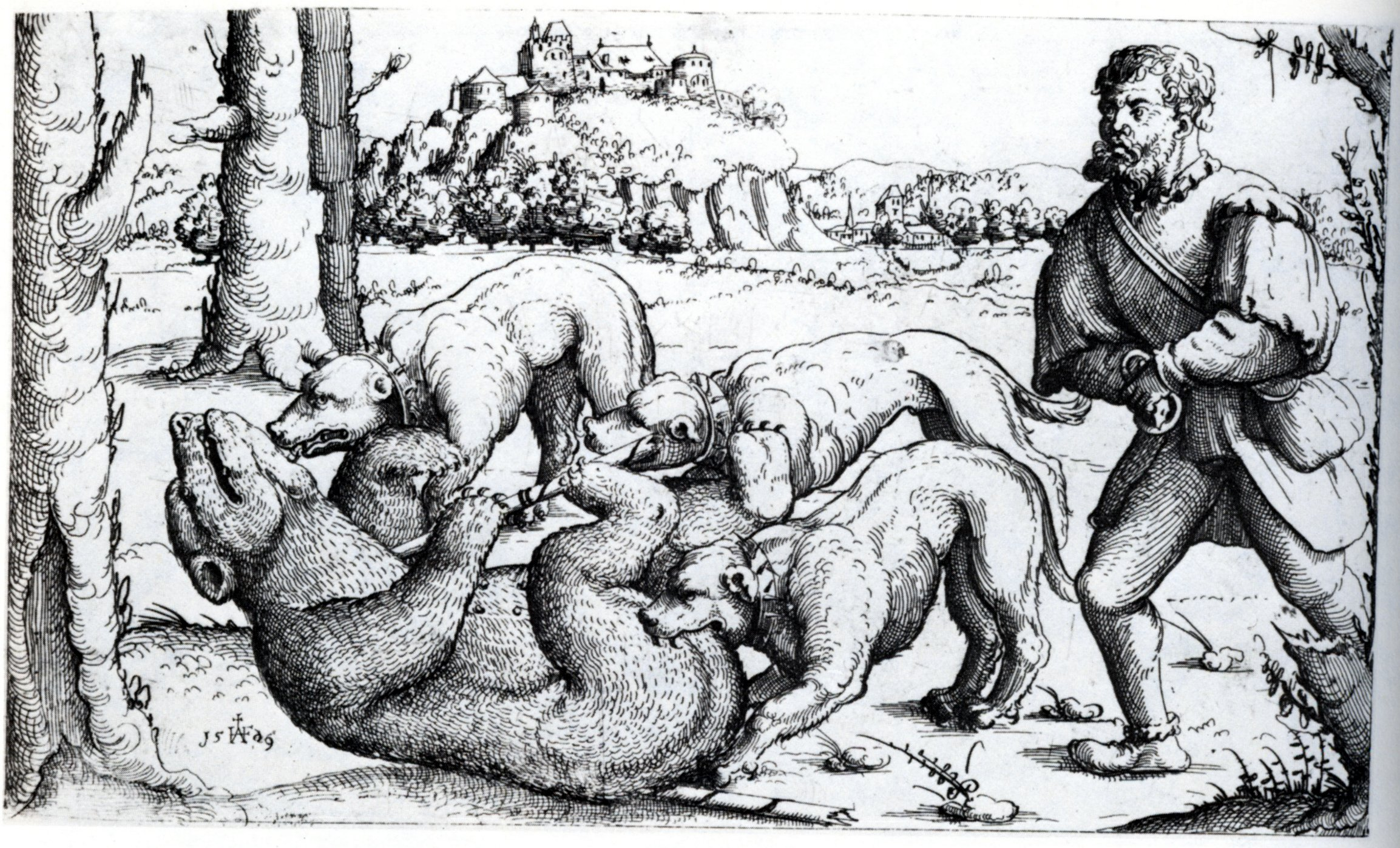
Chasse à l'ours, gravure du XVIe siècle

Tout autant que le loup, l'ours a laissé des traces dans la toponymie du Vercors : le rang de l'ours à Autrans, le pas de l'ours à Saint-Nizier-du-Moucherotte et le rocher de l'ours à Villard-de-Lans.
Bien que tous les spécialistes ne soient pas d'accord pour déterminer la date exacte de la disparition du fameux plantigrade dans la forêt du Vercors, on peut tout de même considérer que cet animal a disparu il y a nettement plus d'un demi-siècle.
Le Château de Sassenage, situé au pied du massif du Vercors et dans le même canton que Villard-de-Lans, présente dans sa collection privée deux ours naturalisés qui sont exposés dans son escalier d’honneur. Ces deux spécimens datent de la seconde moitié du XIXe siècle. Le plus vieux des deux ours tués dans le Vercors a été offert au Marquis de Béranger-Sassenage par des chasseurs de Villard-de-Lans. En effet, au début dernier siècle, une population d'une soixantaine d'ours vivaient encore dans le Vercors, autant drômois qu'isérois, et à la fin de ce même siècle il semblait être encore une vingtaine.
La dernière observation fiable d'un ours sauvage dans ce secteur date de la fin du mois septembre 1937, grâce à l'observation d'un de ces animaux dans la commune de Saint-Martin-en-Vercors par un certain Julien-Daniel Arnaud et dont le témoignage semble digne de foi. Personne n'a jamais pu savoir combien de temps ce plantigrade a pu encore vivre après son observation, mais l'espérance de vie de l'ours brun ne dépassant pas trente ans et tout en considérant que l'animal pouvait se situer plus ou moins à la moitié de sa vie, on peut supposer qu'il est mort, au mieux, au début des années 1950. Il s'agit là, en fait, de la dernière rencontre officielle avec un ursidé sauvage en liberté dans les Alpes Françaises 
La réintroduction de l'ours brun dans le Vercors a déjà été évoquée, notamment dans un colloque national organisé les 10 et 11 février 2012 par l'association CORA Faune sauvage.

### Végétation

Schéma des différents étages de végétation dans les Alpes

#### Patrimoine floral
À l'instar de la faune, la forêt du Vercors présente une très grande variété de fleurs correspondant aux différentes altitudes du territoire qui sont :
- L'étage montagnard essentiellement forestier, mais aussi composé de prairie et d'espaces aménagés par l'homme se situe de 900 m à 1 600 m ;
- L'étage subalpin se situe de 1 600 m à 2 100 m ;
- L'étage alpin se situe au-dessus de 2 100 m.

Le bourg et la quasi-totalité des hameaux de Villard-de-Lans sont situés au niveau l'étage montagnard. L'étage subalpin se situe au-delà de la gare supérieure du télécabine de la station du Balcon de Villard (dénommée abusivement « La Côte 2000 », car située à 1 700 m d'altitude).
Un musée de la Flore du Vercors, située dans le Couvent des Carmes (ancien château de Beauvoir-en-Royans) propose une exposition ethnobotanique, un jardin médiéval et un verger conservatoire (dont de nombreuses plantes médicinales). On peut y découvrir de nombreuses espèces locales conservées et protégées.

## Pour approfondir